# 乃南ゆい
乃南 ゆい（のなみ ゆい、1998年9月28日 - ）は、日本のAV女優。DINO所属。

## 略歴
処女としてVR作品でデビューした可愛いセクシー女優。。
自称・NG（ほぼ）無しで色白肌下半身ちょいぽちゃ女。DINOではマネージャー兼女優として活動している。

## 人物
東京都出身。
趣味はゲーム。特技は洋裁。

## 出演作品

### アダルトビデオ -DVD-
- 顔出し解禁！！ マジックミラー便 一流企業で働くパンツスーツのピタパン尻OL編 タイトなパンツスーツに包まれたパッツパツのむっちり尻を揉みしだかれ恥じらいながらも濡れてしまったエリートおま○こにデカチン挿入！！ in銀座＆虎ノ門（2月19日、ディープス）※デビュー作
- ～社内で全裸は1人だけ～ インターン生の皆さん全裸でお仕事できますか？ SODで働く女子社員にはAV女優さんの気持ちを理解してもらうために羞恥研修を用意！ 入社前だけど身体を張って1日お仕事してもらいました♪ SOD女子社員（3月11日、SODクリエイト）

- 都内某ガールズBARで働く欲求不満痴女娘お持ち帰り大成功出来た件！「私…お客さんの事…エッチな目で見ちゃうんです…」囁き密着淫語＆乳首責め寸止め焦らしで理性崩壊！絶品テクニックで逆NTRされてしまった僕。（3月15日、ゾクゾク娘）
- 不倫に溺れる昼顔人妻たち…デカチン雌堕ちNTR 01（5月17日、ゾクゾク娘）
- 喪服未亡人と濃厚性交。Vol.009（7月12日、ケイ・エム・プロデュース）
- 美女たちの足裏をふやけるまで舐めたい！ 貴方の一番汚れている自前靴下を見せて下さい！編（11月10日、レイディックス）
- コブ縄グリグリ失禁バイブ（12月8日、レイディックス）

- 満開鼻フック（1月12日、レイディックス）
- すみません私とレズりませんか？（3月7日、ルビー）
- 美人奥様に街角アタオカ調査！高収入の男or高チ○ポの男 好きなのはどっち？？戸惑う奥様にデカチン見せつけ即ハメ生中出し！！（6月9日、ホットエンターテイメント）
- 試着室でアパレル店員が裾上げしている最中に性器露出！？営業中にそのまま密室性交！！（7月14日、グーニーズ）
- スワップ掲示板に群がるカップルたち12 関東近郊隠れ家編（7月18日、ルビー）
- レスボスの掟 絡み合う舌の長い夜（8月22日、シネマジック）
- 肛壊女教師 美尻牝浣腸アナルマゾ開眼（10月24日、シネマジック）
- 寝取られ愛妻日記【四】 愛する妻に女の悦びを与えてください…（10月24日、ゴーゴーズブラック）
- 押しに弱い人妻たちが多数在籍する噂のメンズエステに潜入調査！2 店には内緒なのに喘ぎ声がダダ漏れしてしまう禁断の生挿入（11月10日、ホットエンターテイメント）
- 人妻ナンパ中出しナカセS vol.02（12月8日、ホットエンターテイメント）

- 熟女レズ ミニスカピンクポリス軍団（2月6日、ルビー）
- 人妻ナンパ媚薬中出しイカセS vol.01（3月8日、ホットエンターテイメント）
- 美少女戦士セーラーメリウス ー邪淫の罠 メリウス最悪の日ー（3月8日、GIGA）
- Baloonエクスタシー2（5月24日、Infinity X）
- 緊縛調教妻 社長と愛人関係を続けている不貞妻が夫の入院を機に、奴●調教に堕ちマゾ開花していく快楽漬けの三週間（6月11日、グローバルメディアアネックス）
- 美人妻スヤスヤNTR夢アクメ中出し（7月15日、ロータス）
- 人妻ナンパ 連れ込み不倫堕ち 無許可中出しAV流出映像！！2（8月9日、ホットエンターテイメント）
- 人妻ナンパ中出しイカセS～ママ友編～ vol.01（8月9日、ホットエンターテイメント）
- 美畜秘書の系譜 二重スパイ指令籠絡の手順（8月13日、シネマジック）
- 変態レズビアン ～体液マニア 唾液もマン汁も舐めつくしたい～（9月17日、ユーアンドケイ）
- 地下女子プロレス技耐久コンペ①（10月11日、TM FIGHTING PROJECT）
- 父親の介護をする娘4（10月15日、ルビー）
- レズ録CH ～イマドキ女子の告白！！ビアンセックス密着撮影～（11月5日、U＆K）
- ムチムチ美尻 神ブルマ （11月7日、親父の個撮）
- 街角調査！AV動画を鑑賞させた欲求不満な人妻は必ずヤレる！すでにオマ○コはビチョ濡れ欲情決壊！？「この動画と同じことしてみたいです…」Vol.02（11月8日、ホットエンターテイメント）

- 隣の変態親子のためにアナルも解禁する美人妻（1月7日、ルビー）
- 新人女子レスラー可愛がり! 03（2月21日、バトル）
- 理不尽女子ボクサーに召喚されちゃう僕ボクサー 01（2月21日、バトル）
- セクシー女子ボクシング 11（3月7日、バトル）
- 暴れ馬ち〇ぽ！丸呑みフェラ！！2（4月22日、アロマ企画）
- 悶絶3点責め！Tシャツ目隠しベロチュー×こりこり乳首弄り×亀頭こねくりまわし！！（4月22日、アロマ企画）

### アダルトビデオ -配信-
- 出張！アクメエアロバイクが（お家に）イクッ！ ゆいちゃん20歳 乃南ゆい（8月12日、SODクリエイト）

- ゆいさん（1月10日、ゾクゾクタイム）
- ゆいさん（3月20日、ゾクゾクタイム）

- セレブな美人奥様ナンパ中出し #03 ゆいさん Eカップ（5月31日、エチケット）
- ユイ（6月25日、ZOOOthe100）
- ゆい（7月7日、俺の素人-Z-）
- 《ノーパンJ○》【電車チカン】W大受験の優等生がノーパン乗車で触る前からびしょ濡れ★通学鞄にバイブ入れてナマ懇願（7月28日、ゆず故障）
- 自己紹介＆濃密ベロ唾液舐め愛・満開ベロ見せ付けレズ接吻（8月30日、feti072.com）
- 愛し合う女教師レズビアン 真夜中の変態的痰唾吐き掛け顔面舐めレズ（9月15日、feti072.com）
- 乃南ゆいちゃんの舌・口内自撮り（9月19日、feti072.com）
- 陸上女子の激臭腋擦り付け臭気責め（10月14日、feti072.com）
- レースクイーンの蒸れ蒸れダブル激臭足臭気責め（10月20日、feti072.com）
- 本当は待っていた！？断りきれない人妻のメンズエステ④（10月31日、エチケット）
- ベロ観察・ベロ唾液フェチズム（11月6日、feti072.com）
- 口臭嗅がせ合い・全開ベロ腹鼻舐め唾液鼻吸い激臭レズ（11月24日、feti072.com）
- セレブな美人奥様ナンパ中出し #14 りんさん Hカップ（11月30日、エチケット）
- バーチャルベロキス（12月11日、feti072.com）
- 美脚女教師の放課後蒸れ蒸れパンスト足激臭嗅ぎ舐めレズ（12月15日、feti072.com）

- 女子校生の蒸れ蒸れ激臭足嗅がせ（1月24日、feti072.com）
- ゆいさん（2月24日、ZOOOthe100）
- 【ゆのさん】妖艶！色気100%！！セレブ奥さまの身体は火照中！！腰をくねらせ中出し許諾。（2月29日、エチケット）
- クサクサ口臭＆激臭唾液嗅がせ バーチャル鼻・顔面舐めベロ唾液臭擦り付け（3月11日、feti072.com）
- 美人と評判の泌尿器科・女医にギン勃ちチンポを見せつけてSEXできるのか？（6）（4月1日、パラダイステレビ）
- 時が止まった空間で動けるのはボク一人！フリマで買った鳩時計が鳴くと勝手に時が止まる！？いつ時が動き出すか分からない中、動かない女さんたちの身体を悪戯してたら当然チ〇ポがギン勃ちになって中出しし放題しちゃいました！！ACT.2（4月19日、.WorKs/FALENO TUBE）
- 【野外活動】BBQオフパコ！！身も心もおマ〇コも開放！！BBQ会場で乱痴気パーティーに！？＜配信限定Vol.01＞（5月10日、.WorKs/FALENO TUBE）
- 【素人個撮】大学生カップルの中●しハメ撮り動画その1（6月14日、パラダイステレビ）
- ゆい（7月12日、E★人妻DX）
- ゆい（7月12日、ZOOOthe100）
- 【流出】人妻不倫現場！ナンパ師の映像集 vol.03（7月31日、エチケット）
- 【＃ママ友】巨乳妻とスレンダー妻の饗宴！旦那には内緒の昼の情事。他人棒をシェアリング！（7月31日、エチケット）
- 【みのりさん】天然素材！美乳美尻色白美パイパン！おっとりマイペースで流されるまま全て受け入れてくれます。（10月31日、エチケット）
- 変態女医のベロ・唾液観察 （11月22日、feti072.com）
- レズキス（12月6日、feti072.com）
- 【経験人数は旦那だけ！】 遊ばなかったツケは性欲で回ってくる！ 溜まり妻が初不倫デビューでイキ狂い！【ゆい(25)】（12月14日、DOC）
- シュリンカー ～巨女の支配 サイズフェチと唾液・匂いの官能的体験（12月16日、feti072.com）
- ベトナム人エステ嬢と個室で二人っきりの施術中に本●交渉（2）～恥ずかしがり屋だけどエッチのスイッチが入るとド淫乱娘に豹変！（12月20日、パラダイステレビ）
- 痰唾吐き掛け顔面舐めレズ（12月31日、feti072.com）

- フードクラッシュ（1月2日、feti072.com）
- 足裏スパンキング（1月11日、feti072.com）
- 足舐めレズ（1月25日、feti072.com）
- レズくすぐり（2月3日、feti072.com）
- 追い詰められた恐怖 囚われた女たちの必死の抵抗（2月12日、feti072.com）
- 美人女教師を性感マッサージでとことんイカせてみた（9）（2月14日、パラダイステレビ）
- へそ舐めレズ（2月22日、feti072.com）
- 動く車内に閉じ込められた女たち（3月17日、feti072.com）
- へそ舐めレズ（4月11日、feti072.com）
- 車の中で固定された女の絶望（4月14日、feti072.com）
- シュリンカー ～巨女の支配 サイズフェチと唾液・匂いの官能的体験（4月19日、feti072.com）
- 変態女医のベロ・唾液観察 レズキス・鼻舐め（4月25日、feti072.com）
- レズキス（5月2日、feti072.com）

### アダルトビデオ -VR-
- 乃南ゆいデビュー 処女最後の日VR（3月25日、無垢）

### イメージビデオ -DVD-
- ヴィーナス・テルメ（2024年10月30日、オルスタックソフト販売）

### オリジナルビデオ
- 女戦闘員 COCOON 前編（2023年11月10日、ZENピクチャーズ、監督：吉川徹）
- 女戦闘員 COCOON 後編（2023年11月24日、ZENピクチャーズ、監督：高氏源治）